# Aphnaeus lutosus
Aphnaeus lutosus är en fjärilsart som beskrevs av Carl Plötz 1880. Aphnaeus lutosus ingår i släktet Aphnaeus och familjen juvelvingar. Inga underarter finns listade i Catalogue of Life.